# Thuis
 (octobre 2013).
Thuis (traduction littérale : À la maison) est un soap opera belge diffusé depuis le 23 décembre 1995 sur la chaîne de télévision publique flamande VRT 1.
Après un total de 20 saisons, Thuis est le deuxième feuilleton le plus connu et regardé de Flandre (1 million de téléspectateurs) après F.C. De Kampioenen.

## Synopsis
L'intrigue principale de la série tourne autour de la famille Bastiaens, propriétaire d'un café appelé De Withoeve. Le patriarche, Frank, et sa femme, Simonne, sont les personnages principaux de la série. Les autres personnages de la série incluent les familles Albert, De Decker, Bomans, Van den Bossche, Swerts et Aerts, ainsi que plusieurs autres résidents de la Kattenbergstraat.
Les épisodes de Thuis portent sur un large éventail de sujets, notamment les relations familiales, les romances, les intrigues professionnelles, la santé mentale, les problèmes sociaux et les questions politiques. La série est connue pour ses rebondissements dramatiques et ses cliffhangers.

## Distribution

### Personnages principaux
| Acteur               | Personnage         | Période                     | Episodes                    |
| -------------------- | ------------------ | --------------------------- | --------------------------- |
| Pol Goossen          | Frank Bomans       | 1995-                       | 1-                          |
| Annick Segal         | Rosa Verbeeck      | 1995-                       | 1-                          |
| Monika Van Lierde    | Ann De Decker      | 1995-1998, 2001-            | 1-394, 1060-                |
| Marleen Merckx       | Simonne Backx      | 1995-                       | 3-                          |
| Leah Thys            | Marianne Bastiaens | 1995-                       | 4-                          |
| Mark Willems         | Luc Bomans         | 1996-                       | 65-                         |
| Lut Hannes           | Angèle Backx       | 1998-1999, 2003-2006, 2015- | 622-703, 1700-2043, 3760-   |
| Käder Gürbuz         | Karin Baert        | 2000-2002, 2016-            | 747-1032, 3907-             |
| Bart Van Avermaet    | Waldek Kozinsky    | 2001-                       | 1073-                       |
| Vanya Wellens        | Femke De Grote     | 2002-                       | 1286-                       |
| Ann Pira             | Nancy De Grote     | 2003-                       | 1469-                       |
| Daan Hugaert         | Eddy Van Noteghem  | 2003-2010, 2012-            | 1469-2820, 3110-            |
| Frank Van Erum       | Renzo Fierens      | 2004-2006, 2014-            | 1658-2000, 3639-            |
| Myriam Bronzwaar     | Julia Van Capelle  | 2007-2014, 2014-2016, 2017- | 2194-3573, 3672-4085, 4148- |
| Geert Hunaerts       | Peter Vlerick      | 2007-                       | 2255-                       |
| Tina Maerevoet       | Paulien Snackaert  | 2008-2012, 2013-            | 2325-3215, 3438-            |
| Walter Moeremans     | Leo Vertonghen     | 2008-                       | 2330-                       |
| Jeroen Lenaerts      | Tim Cremers        | 2008-2009, 2010-            | 2469-2645, 2735-            |
| Wim Stevens          | Tom De Decker #2   | 2009-                       | 2551-                       |
| Muriel Bats          | Mayra Magiels      | 2011-                       | 2977-                       |
| Katrien De Ruysscher | Judith Van Santen  | 2012-2014, 2015             | 3266-3650, 3744-            |
| Elise Roels          | Emma Van Damme     | 2012-2014, 2015             | 3266-3650, 3744-            |
| Jannes Coessens      | Stan Van Damme     | 2012-                       | 3266-                       |
| An Vanderstighelen   | Sam De Witte       | 2013-                       | 3437-                       |
| Bill Barberis        | Toon Vrancken      | 2013-                       | 3444-                       |
| Nawfel Bardad-Daidj  | Adil Bakkal        | 2013-                       | 3444-                       |
| Moora Vander Veken   | Olivia Hoefkens    | 2014-                       | 3521-                       |
| Raf Jansen           | Dieter Van Aert    | 2014-                       | 3607-3693, 2802-            |
| Aïssatou Diop        | Charité Doumbia    | 2015-                       | 3840-                       |
| Christophe Haddad    | Bob Sleeckx        | 2015-                       | 3845-                       |
| Leen Dendievel       | Kaat Bomans        | 2016-                       | 3923-                       |
| Ditte Jaspers        | Jessica Engels     | 2016-                       | 3947-                       |
| Tine Priem           | Tamara Vereken     | 2016-                       | 3947-                       |
| Michiel de Meyere    | Arne Guns          | 2016-                       | 3947-                       |
| Wim Van de Velde     | Ruben Huisman      | 2016-                       | 4002-                       |
| Sid Van Oerle        | Kobe Baert         | 2016-                       | 4109-                       |

### Anciens personnages
- Yves Akkermans - Alexander Van Bergen
- Charles Bastiaens - Leo Madder
- Michael Bastiaens - Govert Deploige
- Frederique Bastiaens - Kurt Van Den Driessche
- Jana Blommaert - Joy Anna Thielemans
- Bianca Bomans - Merel De Vilder Robier
- Franky Bomans - Jef Hoogmartens
- Lena Boons - Tine Laureys
- Florke "Ons Moe" Bomans † - Ann Petersen †
- Freddy Colpaert † - Bard Dauwe
- Kevin Colpaert - Thomas Claessens
- Lynn Courtois - Abigail Abraham
- Arno Dandrea - Ernst Löw
- Jens De Belder † - Jelle Cleymans
- Tom De Decker - Donald Madder
- Walter De Decker † - Rik Andries
- Guy de Haerdt - Erik Goris
- Jean-Pierre De Ruyter - Herbert Flack
- Yvette De Schryver † - Chris Boni
- Mo Fawzi - Noureddine Farihi
- Felicienne - Doris Van Caneghem
- Inspecteur Sylvain Geens - Wim Danckaert
- Vic Langenbtergh † - Wim stevens
- Jelena Leshi † - Kalina Malehounova
- Louise Goorman - Aafke Bruining
- Linda - Mieke Bouve
- Karolien - Katrien Vandendries
- Manon - Kristine Van Pellicom
- David Magiels - Bob De Moor
- Ingrid Michiels † - Ann Hendriks
- Harry Moeyaerts - Karel Vingerhoets
- Clio Moeyaerts - ?
- Benny de Taeye - Mark Tijsmans
- Willy Pleysier † - Marc Bober
- Nand Reimers - ?
- Jan Reimers † - Dirk Tuypens
- Mathilde Reimers † - Kristin Arras
- Maarten Reimers † - Tom De Hoog
- Robert Reimers † - Rikkert Van Dijk
- Fien Roels † - Lotte Lessage
- Sabine Verbist - Herlinde Hiele
- Senne - Werner De Smedt
- Geert Smeekens † - Peter Rouffaer
- Katrien Snackaert - Lotte Vannieuwenborg
- Pierre Snackaert - Jos van Geel
- Lilly Somers - Monika Dumon
- Stany Love - ?
- Robert Swerts - Hans de Munter
- Lou Swertvaeghers - Koen De Bouw
- Hélène Symons † - Camilia Blereau
- Tibo Timmermans - Maxime De Winne
- Dirk Van Baelen - Bert Cosemans
- Kurt Van Damme † - Dries Vanhegen
- Roger Van de Wiele † - Oswald Maes
- Dré Van Goethem - Nolle Versyp
- Veronique Van Sevenant † - Viv Van Dingenen
- Ria Verbaendert - Sien Diels
- Jenny Verbeeck † - Janine Bischops
- Peggy Verbeeck - Sally-Jane Van Horenbeeck
- Fernand Verbist † - Chris Cauwenberghs
- Joeri Verbist - Wim Peters
- Eva Verbist - Nathalie Wijnants
- Kristof Verbist - Michael De Cock
- Gaston Vercammen - Paul-Emile Van Royen
- Madeleine Vercauteren † - Alice Toen
- Isabelle Vinck/Nikki Wauters - Pascale Bal
- Pierre Vinck † - Jan Schepens
- Valérie Wyndaele † - Ann Ceurvels
- Zosiane - Veerle Luts
- Amber Van Gistel - Eline De Munck

## Résumé des saisons

### Saison 1 (1995-1996): Franck est le père de Peggy
- Le mariage de Jenny Verbeeck et Frank Bomans s'écroule lorsque Jenny découvre que Frank la trompe avec une certaine Simonne Backx. Leur fille Bianca a du mal à pardonner les erreurs de son père et reste chez Jenny. Simone et Frank emménagent ensemble et même Florke, la mère de Frank, les y rejoint. Simonne veut éviter que Frank soit licencié et couche avec son employé Vercammen. La relation entre Frank et Simonne est de plus en plus difficile depuis que Frank est au courant.
- Marianne Bastiaens et docteur Walter De Decker vivent séparés depuis des années. Il trouve à nouveau l'amour avec Rosa Verbeeck. Mais tout n'est pas si rose qu'il n'y paraît. La sœur de Rosa, Jenny, est également amoureuse de Walter et après quelques années d'absence, Marianne est de retour. Bien que leur mariage ne tienne plus debout, cette dernière ne parvient pas à quitter Walter. Par souci pour leurs enfants, Walter et Marianne se rapprochent enfin.
- Leur cadet Tom néglige ses études et se concentre sur un projet de cyclisme avec son ami Robbe. La fille Ann est amoureuse pour la première fois jusqu'à ce que son monde s'écroule en apprenant que son ami est marié et a déjà deux enfants.
- Walter commet une tentative de suicide mais s'en sort vivant.
- Luc Bomans, frère de Frank et ex-petit ami de Rosa revient d'Amérique après des années d'absence. Chacun pense qu'il est le père de Peggy, la fille de Rosa. La situation devient insupportable et Rosa avoue que Peggy est le fruit d'une nuit passée avec Frank. Jenny aura eu beaucoup de mal à pardonner à sa mère.
- Bianca et Peggy ont des amis dans le milieu de la drogue. Bianca croise le dealer Neil. Il se montre très violent et la viole. Après avoir vécu quelque temps à Groningue, Bianca revient et tombe amoureuse de Tom De Decker.
- Peggy a un faible pour Bennie mais se tourne finalement vers Robbe, au grand bonheur de Rosa.

### Saison 2 (1996-1997): Neil est mort
- Walter et Rosa mettent fin à leur relation. Walter décide de donner une deuxième chance à son mariage avec Marianne. Leur bonheur ne sera malheureusement que de très courte durée. Walter a une hémorragie cérébrale et en meurt. De la rancune s'installe alors entre Rosa et Marianne, une grande partie de l'héritage étant destiné à Rosa.
- Bennie vole des marchandises au chantier de Ter Smissen. Il y a un incendie, mais Frank a juste le temps de sauver Peggy des flammes. Bennie s'en sort aussi indemne et s'enfuit au Portugal.
- Ann semble avoir trouvé son bonheur chez Lou Swertgavers, vétérinaire et exploitant chez Ter Smissen. Elle met fin à leur relation lorsqu'elle apprend qu'il est marié avec Véronique, connue pour sa schizophrénie.
- Tom est pour un temps l'amour et le manager de Rebecca, la sœur de Bennie. Ils essaient ensemble de lancers sa carrière de chanteuse, mais le duo ne connaîtra pas de succès.
- Ingrid et Harry se séparent lorsqu'ils apprennent que Harry ne peut pas avoir d'enfant.
- Florke se dispute le cœur de Rogerke avec sa belle-fille Martje.
- Jenny décide de divorcer de Frank. Elle trouve du soutien chez Charles Bastiaens, le frère de Marianne. Charles est séropositif et vient juste de rentrer de Belize. Il espère rencontrer ses enfants avant de mourir. Marianne souhaite l'aider, mais se heurte alors à la résistance de l'ex-femme de Charles.
- Frank n'a pas encore digéré l'adultère de Simonne et Vercammen et se jette sur Vercammen. Vercammen est blessé et Frank est condamné à un mois de prison ferme. En prison, il se heurte à Neil, le violeur de sa fille Bianca. Après sa sortie de prison, Neil viole de nouveau Bianca. Frank se réveille en sursaut lorsqu'il entend le hurlement de sa fille et trouve Jenny et Bianca en état de choc devant le corps sans vie de Neil.

### Saison 3 (1997-1998): Simonne est enceinte
- Neil est mort. Jenny l'a assassiné. Elle décide avec Frank de l'enterrer au chantier de Ter Smissen. Le corps sera découvert par hasard quelques mois plus tard par Harry et Kristoff. Jenny, Frank et Bianca sont arrêtés, mais seront libérés après un procès riche en rebondissements.
- Simonne aimerait avoir un enfant, mais Frank n'est pas d'accord. Simonne est désespérée lorsqu'elle apprend qu'il s'est fait stériliser. L'opération ratée, Simonne est heureuse d'apprendre qu'elle est enceinte.
- Marianne n'a toujours pas oublié la question de l'héritage avec Rosa et achète l'immeuble de son salon de coiffure. Rosa, agacée par la rancune de Marianne ne peut même pas compter sur le soutien de Luc. Leur relation échoue et Leontien investit tout son charme dans la conquête de Luc.
- Luc a bien d'autres soucis : Bennie est parti à l'étranger avec l'argent noir de Luc datant de son temps passé en Amérique.
- Véronique ne peut pas supporter la séparation et la mort de sa fille Cindy. Elle rend les vies d'Ann et Lou impossibles et essaie même d'empoisonner Lou. Mais l'amour des deux est trop fort et ils déménagent en Toscane. Ann laisse le cabinet médical à Dré Van Goethem, un ancien ami de son père.
- Werner, le frère de Véronique, passe des vacances sur un bateau de croisière afin de s'occuper dorénavant de sa sœur. Il tombe très vite amoureux de Bianca.
- Eva Verbiest commence une relation avec Fréderique, le fils de Charles Bastiaens. Son frère Kristoff entreprend en même temps quelque chose avec Peggy. Tom de Decker offre son cœur à Sara, la sœur de Fréderique. Mais leur romance ne dure pas longtemps puisqu'ils se rendent compte qu'ils sont cousins.
- Harry et Ingrid se rencontrent. Clio la petite fille d'Ingrid est enlevée. Veronique la sauve avec Frank.

### Saison 4 (1998-1999): Kristoff dans le coma
- Marianne et Rosa font la connaissance de Jean-Pierre De Ruyter, un charmant antiquaire. Elles tombent toutes les deux amoureuses de lui mais seule Marianne l'aura pour elle.
- Jean-Pierre lutte avec un terrible sentiment de culpabilité. Il y a quelques années de ça, Jean-Pierre a causé la mort de sa femme dans un accident de voiture alors qu'il était en état d'ébriété. Sa fille Marie est aveugle depuis l'accident. Grâce à Marianne, Marie et Jean-Pierre se réconcilient.
- Marie est intriguée par la relation étrange qu'entretiennent Dré et Jean-Pierre. Ses soupçons sont, en effet, fondés. Elle découvre que Jean-Pierre et Dré se connaissent depuis le temps où ils vivaient au Congo.
- Yves est le nouvel associé du salon de coiffure de Rosa et entretient une courte relation avec Eva.
- Ingrid meurt dans un accident de voiture. Docteur Valerie Wyndaele parvient à sauver Werner et la fille d'Ingrid, Clio.
- Werner est paralysé pendant un certain temps. C'est à ce moment-là que sa relation avec Bianca touche à sa fin et que son amitié avec Valerie débute.
- Jenny découvre qu'elle souffre d'un cancer du sein. Elle trouve soutien et réconfort auprès de Docteur Dré.
- Kristof fait partie contre son gré d'une bande de jeunes. Lorsqu'il essaie de s'en éloigner, la bande prend son frère en otage.
- Kristof veut libérer Joeri et c'est là que commence une bagarre. Joeri tire par accident sur Kristof, le plongeant dans le coma.
- Florke et Rogerke se fiancent, Frank et Simone sont d'accord. Mais les joies du mariage seront de courte durée pour Simonne. Elle découvre grâce à Luc que Frank a eu une relation avec Leontien et que Veronique est enceinte de lui.
- Angele, la sœur de Simonne met en permanence de l'huile sur le feu afin de mettre fin à la relation entre Simonne et Frank.

### Saison 5 (1999-2000): Marie recouvre la vue
- Lorsque Kristof sort du coma, sa mère Linda est à son chevet. Linda avait quitté son compagnon Fernand quelques années auparavant ainsi que ses trois enfants Joeri, Eva et Kristof. Elle est désormais de retour avec sa jeune fille Sabine. La famille a du mal à la réintégrer et Kristof la boude.

Simonne demande le divorce maintenant qu'elle sait que Frank l'a trompé avec Leontien et Veronique. Frank décide de postuler avec Kristof pour un job sur une plate-forme en mer, mais il se désiste au dernier moment. Puisque Frank ne peut plus rester chez Simonne, il vagabonde un temps dans la grande ville.
- Simonne trouve du réconfort dans les bras de Luc.

Le monde de Veronique s'écroule lorsqu'elle se rend compte de sa grossesse. Éprouvant une douleur physique, elle se laisse à nouveau dépister. Le diagnostic est lourd. Veronique doit subir une ablation des ovaires et ne peut plus avoir d'enfants.
- Grâce à Marianne, Marie peut subir une opération des yeux très coûteuse. Marie recouvre ainsi la vue. Jean-Pierre a une crise cardiaque lorsqu'il apprend que Dré a entretenu pendant des années une relation hors mariage avec sa femme Evelyne et qu'elle était sur le point de se séparer de lui. Dré réussit à le sauver. Marie découvre avec effroi que son groupe sanguin ne correspond pas à celui de Jean-Pierre ou d'Evelyne.
- Dré se marie avec Jenny. Bianca s'en va au Canada et se sépare de sa mère.
- Tom défend, en tant que jeune avocat, un ami accusé par Valerie de harcèlement sexuel. Lorsqu'il apprend que Valerie dit la vérité, il s'en va honteux chez son oncle Charles à Belize.
- La relation entre Rosa et Yves devient tumultueuse lorsque Rosa apprend qu'Yves est bisexuel. Eva devient l'amie de Pierre, un photographe de mode.
- Pierre est un psychopathe et terrorise ses sœurs Valerie et Isabelle. Lorsque Fernant découvre ce qui se passe, il se fait assassiner. Pierre met le feu à la maison de la famille Verbiest ainsi personne ne peut se douter de ce qui s'est passé avec Fernand. Pierre demeure le héros d'Eva qu'il a sauvé des flammes.

### Saison 6 (2000-2001): Linda assassine Pierre
Linda assassine Pierre et pars pour l'Afrique du Sud avec Sabine. Luc et Frank charment Simonne. Florke et Rogerke se distancent. Finalement, Florke dit à Frank que Luc a violé Simonne. Frank et Luc commencent un combat à mort. Simonne s'interpose, mais tombe en se cognant la tête sur une table et ne bouge plus.

### Saison 7 (2001-2002): Valerie et Werner se marient
Isabelle veut commencer une nouvelle vie avec Luc et le convainc d'éliminer Leontien. Luc découvre que Leontien est enceinte et se ravise. Isabelle prend sa revanche et drogue Leontien. Leontien a un accident de voiture.

### Saison 8 (2002-2003): Le mariage de Jan et Eva
Eva et Jan se marient. Werner perturbe la cérémonie et déclare son amour juste au moment où Eva doit dire "Oui" à Jan. Elle se trouve devant un choix difficile.

### Saison 9 (2003-2004): Werner et Jan entre la vie et la mort
Eva est enceinte, mais ne connaît pas le père : Jan ou Werner. Jan découvre ce secret et donne un coup de pied à Eva. Puis il commence à se battre avec Werner dans les écuries de Hof Ter Smissen. Werner étrangle Jan avec une chaîne de fer. Finalement Werner se relève et Jan ne bouge plus.

### Saison 10 (2004-2005): Le violeur
Tout le monde est dans l'interdiction d'un seul homme : le violeur. Veronique, Femke et Aisha ont déjà été violées. Veronique a vu le visage du violeur, mais elle souffre d'amnésie. Elle se rappelle cependant son voyage de noces avec Mo au Maroc. Elle téléphone à Marianne pour dire que le violeur est Swerts, mais à ce moment un homme avec un turban apparait. Veronique est portée disparue depuis.

### Saison 11 (2005-2006): Le sosie
Frank abandonne après une dispute[pas clair] avec Simonne. Yvette et Angèle l'ont vu avec une autre femme. En réalité, cet homme est un sosie de Frank. Frank est devenu un clochard dans les Marolles à Bruxelles. Le sosie s'appelle Manfred, un gangster, et la femme est Bonnie, son bras droit.
Manfred perçoit la ressemblance et commet des actes criminels au nom de Frank. Frank est arrêté pour des vols, violences et un meurtre. Il s'échappe mais est capturé par Manfred. Frank persuade Bonnie de le relâcher et de partir avec l'argent de Manfred. Bonnie est d'accord, mais Manfred arrive. Frank et Manfred commencent à se battre et Bonnie tire un coup de feu. Il n'est pas clairement dit qui a tué : Frank ou Manfred ?

### Saison 12 (2006-2007): Pour toujours
Manfred est mort, mais Frank s'enfuit, ainsi que Bonnie. Le corps est trouvé et tout le monde est sûre que Frank est mort. Seulement, quelque temps après l'enterrement, Frank rend visite à Simonne. Elle a la peur de sa vie et pense tout d'abord voir un esprit. Frank explique l'histoire et le corps de Manfred est exhumé. Frank est déclaré vivant, mais Simonne s’enfuit de lui et est très en colère. Elle ne veut plus voir Frank. Finalement Simonne pardonne[Quoi ?] Frank et ce dernier revient à la maison.
Eva commence une relation avec Maarten, le frère du défunt Jan bien qu'elle aime Werner. Maarten est tout aussi jaloux que son. Maarten flippe quand il apprend que Mathilde, sa mère, a empoisonné Eva pour qu’elle ne parte pas pour l’Afrique du Sud et tué son père parce qu’il le savait. Il finit par tuer Mathilde. Maarten va à la maison d'Eva et la maîtrise. Ensuite, il met le feu à la maison.

### Saison 13 (2007-2008): l'enlèvement
Sam et Dorien se marient. Sam espère un jeu Dorien et capable de marcher. Luc a kidnappé Franky parce que seulement Frank et Simonne savent le refuge de Leontien.

### Saison 14 (2008-2009): la partie de plaisir
Eric et Martine sont désespérés quand leur fille Sofie a disparu après le mariage de Sam où elle a eu une dispute avec Peter. Le corps est retrouvé à Hastière.
Femke a un nouvel amant, Mike, un entrepreneur. Nancy doit révéler que Mike est le père de Femke. Quand Mike entend cela, il tente de tuer Nancy, mais elle survit. Femke ne fait plus confiance à Mike et elle pense qu'il est le meurtrier de Sofie mail, il n'y a pas de preuve. Après sa libération, il va à l'enterrement de Sofie où il est poignardé par Erik. Eric est dégagé de l'assassinat. Après cet incident, Erik et Martine décident de quitter la ville. Dorien tombe amoureux de Jonas, un élève de sa classe, et le mariage avec Sam est menacée. Sam décide de concrétiser le rêve de Dorien et ils déménagent à Lanzarote.
Femke n'accepte pas le patrimoine de Mike, mais quand elle apprend que son frère Eddy est intéressé, elle prend l'argent et devient riche. Elle achète un loft et commence une relation avec Peter.
Leo a investi dans une villa à Benidorm, mais il s'est avéré pour être un canular, et il était escroqué par Mike. Comme il n'a plus d'argent, Leo est obligé d'aller vivre avec Frank et Simonne. Femke découvre que Luc a volé l'argent de Mike et elle est en mesure de retourner à Leo.
Kasper décide de quitter la ville et veut travailler sur une croisière. Peggy révèle pourquoi elle est revenue du Canada : elle est enceinte et voulez commettre un avortement. Après consulter docteur Ann, elle décide qu'An sera la mère adoptive. Ann noms le bébé Sandrine. Bianca, la fille de Jenny, retourne également du Canada. Elle va épouser son amour de jeunesse Tom De Decker. Marianne avoue Geert elle est amoureuse de lui. Geert décide de déplacer. Marianne tombe malade : ses reins sont endommagés. Lorsque son fils Tom revient de Canady il est disposé à donner un de ses reins. Peggy révèle Tom, il est le père de Sandrine. Comme elle ne veut pas une pause entre Tom et Bianca, elle décide de se déplacer vers la Chine. Bianca annule les plans de mariage et trouve un nouvel amour avec Mo.
Après Kasper a démission à Sanitechniek, il est remplacé par Kris, un plombier femelle. Waldek obtient en amour avec elle, mais après un week-end passionné, elle lui tourne vers le bas. C'est pourquoi Waldek décide de quitter son emploi au Sanitechniek. Luc est bouleversé et raconte la relation entre Waldek et Kris. Rosa décide de divorcer. Cois et Julia se marier et partir en vacances en Irlande. Pendant leur absence, Katrien et Paulien veulent organiser une fête, mais leur père Pierre interdit cela. Jens et Tim décident de mélanger des médicaments dans la boisson de Pierre. Mais il y a aussi une médecine de sommeil dans cette boisson. Pierre obtient dans le coma.

### Saison 15 (2009-2010): la revanche de Joery
Il y a une dispute concernant l'adoption de Sandrine. Tom et Peggy changent leurs opinions et veulent garder le bébé. La Cour décide qu'Ann sera la mère adoptive. Herman, un ancien amant de Simonne et son fils Bram apparaissent. La relation entre le père et le fils n'est pas bonne, jusqu'à ce que Herman tombe malade. Simonne obtient en amour avec Herman, mais après sa mort, elle est bouleversée. Elle promet Herman pour prendre soin de Bram, jusqu'à ce qu'il soit un adulte. Bram se déplace, mais Frank n'est pas heureux. Eddy décide d'avoir un mariage fictif avec Jelena de sorte qu'elle peut obtenir des papiers pour rester dans le pays. Sa tentative échoue et Jelena convainc Waldek pour être le prochain mari fictif. Ils tombent amoureux. Joery apprend cela et demande Eddy de tuer Waldek dans un accident de voiture. Malheureusement, Eddy ne heurte pas Waldek, mais Mo et Bianca.

### Saison 16 (2010-2011): le feu, le gay et le couteau
Avant sa mort, Herman dit à Frank où son fils Bram peut trouver 50 000 € d'argent de marché noir. Frank n'informe pas Bram et garde l'argent. Lorsque Franky et Simonne entendent la vérité, ils convainquent Frank de donner l'argent à Bram sous forme de stock des mandats. Frank informe Bram, mais il y a une dispute et Frank change son opinion. Il est poignardé par Bram avec un couteau. En raison de Bram son rebelle passé, Franky dit qu'il était l'attaquant et reste dans une prison de jeunes pendant plusieurs semaines. Plus tard, il s'avère que Franky découvre qu'il est homosexuel et veut Bram comme petit ami. Frank Bomans ne peut plus voir son fils gay.
Rosa recommence une relation avec Luc, en première instance à boycotter son ancien mari Waldek. Cependant, elle tombe en amour avec Luc et ils vont se marier. Plus tard, elle a pitié pour Waldek qui ne peut oublier la mort de Jelena. À la fin, elle décide de ne pas se marier avec Luc parce qu'elle est mieux avec Waldek.
Femke a des difficultés financières et son entreprise est presque sans le sou. Elle s'échappa en Espagne où elle rencontre Raffael qui prétend être son demi-frère. Après que Femke est de retour, Raffael décide également de se déplacer en Belgique. Il obtient en amour avec Femke, mais elle lui refuse. Raffael ne peut pas gérer cela et provoquant un court-circuit dans l'hôtel Ter Smissen. Le resultat est un incendie alors qu'il y a la partie de mariage de Rosa et Waldek. En même temps, Luc et Freddy ont un conflit dans une chambre d'hôtel. Ils ont volé le stock de Sanitechniek. Luc poinçons Freddy[Quoi ?] qui tombe sur une table et casse son cou.
Paulien est enceinte, mais son ami Bram ne veut pas de l'enfant. C'est pourquoi elle a décidé de s'engager à l'avortement. Bram change son opinion quelques fois, mais il ne veut pas devenir un père. Paulien est fâché et dit à Simonne c'était Bram qui a poignardé Frank et pas Franky. Quand Frank entend cela, il commence un raid sur Bram.
Tom et Peggy achètent le loft de Femke, mais la sanitaire doit être remplacée. Jusqu'au remplacement, ils se déplacent dans la maison de Marianne bien que Peggy ne peut être maintenue de Marianne. Plus tard, il s'avère que Marianne paie Sanitechniek pour suspendre les réparations.